# Шаповалов, Иван Савельевич
Ива́н Саве́льевич Шапова́лов, Шаповаленко (1817—1890) — русский (по другому определению — украинский) живописец и художник-мозаичист, представитель романтического академизма, наряду с современником Василием Раевым — один из первых мастеров мозаичного отделения Императорской Академии художеств (в 1851); ученик Александра Ива́нова, друг Николая Гоголя.

## Биография
Иван Шаповалов родился в 1817 году в семье крепостного крестьянина села Николаевки, Кременчугского уезда, Полтавской губернии. В 1831 году, будучи 14 лет, он был отправлен в Италию, где в течение четырёх лет, под руководством профессоров Рафаэля Даурия и русского живописца А. А. Иванова, он изучал живопись и итальянскую литературу. 

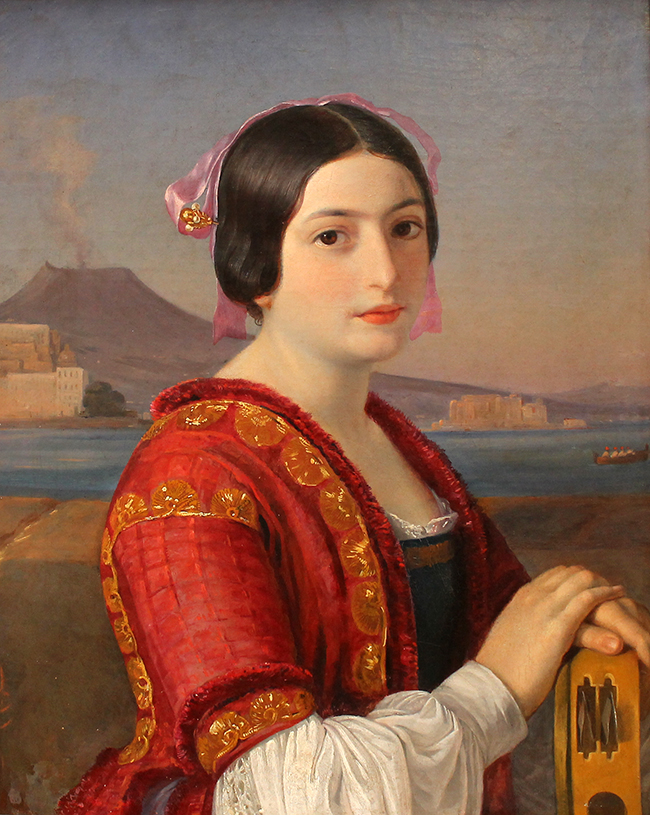
И. Шаповалов. «Портрет итальянки»
(позировала Виттория Кальдони)

Общество поощрения художников, по ходатайству графа Матушевича, полномочного министра при Неаполитанском дворе, избрало его своим пансионером на два года. При такой поддержке И. С. Шаповалов писал сначала копии, например, с картона П. Перуджино — «Богоматерь с предвечным младенцем», Рафаэля — «Преображение Господне» и «Коронование Божией матери», Гвидо Рени — «Лукреция Римлянка» и др., а затем картины своей композиции, например, «Римская зима», «Портрет итальянки» (или «Римская девушка») и другие. Подобные работы его не раз появлялись на выставках в итальянской столице.
В 1845 году российский император Николай I посетил Рим. Под впечатлением от мозаичных декораций собора Святого Петра император выдвинул идею исполнить аналогичные декорации для Исаакиевского собора в Санкт-Петербурге; с этой целью в 1846 году он повелел организовать мозаичную студию под руководством римского мастера Микеланждело Барбери, в которой Шаповалов учился. Вместе с товарищами В. Е. Раевым и С. Ф. Федоровым Шаповалов в течение четырёх лет исполнил мозаичную копию с находящегося в одной из капелл Ватикана изображения Святого Николая в Бари (этот образ был перевезён в Россию и находился в часовне на Николаевском мосту в Санкт-Петербурге) и две копии с древнего пола, открытого в Отриколи.
В июле 1851 года римская студия была закрыта, а русские художники, в том числе и Шаповалов, — с начатыми и оконченными работами были отправлены в Россию. С прибытием их, 21 ноября 1851 года Высочайше утверждено было положение Императорского мозаичного заведения. Таким образом И. Шаповалов и его товарищи — Раев и Фёдоров заложили прочное основание дальнейшему развитию мозаичного дела в Российской империи.
27 сентября 1851 года Императорская Академия художеств возвела Ивана Савельевича Шаповалова в звание художника исторической и портретной живописи. Из мозаик его известны образа святого евангелиста Иоанна, Александра Невского (с оригинала профессора Брюллова), святых угодников на Афонской горе (12 образов) — для Исаакиевского собора, маски во фризе фасада здания мозаичного отделения и другие.
Под его руководством изучали мозаичное искусство Лебедев, Попов, Щетинин, Бурухин, Хмелевский и др., которые возвели русское мозаичное дело на высочайший уровень. На Парижской Всемирной выставке 1867 года главная награда за мозаику — золотая медаль — присуждена была русскому мозаичному отделению.
Иван Савельевич Шаповалов умер 4 (16) ноября 1890 года в селе Дуван, Златоустовского уезда, Уфимской губернии.